# UASB

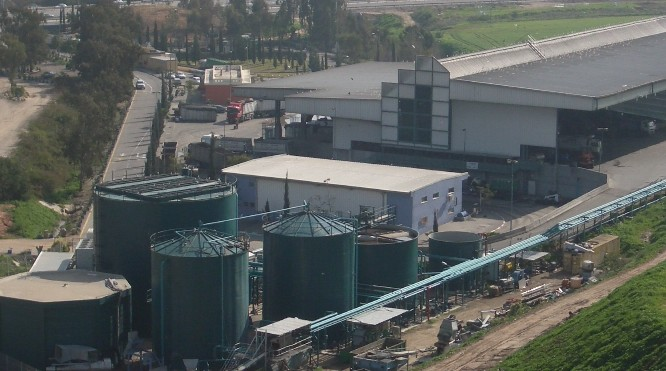
Reactor UASB en Tel Aviv, Israel

Los reactores UASB (del inglés Upflow Anaerobic Sludge Blanket), también conocido como RAFA (reactor anaerobio de flujo ascendente)  son un tipo de biorreactor tubular que operan en régimen continuo y en flujo ascendente hacia arriba, es decir, el afluente entra por la parte inferior del reactor, atraviesa todo el perfil longitudinal, y sale por la parte superior. Son reactores anaerobios en los que los microorganismos se agrupan formando biogránulos. 

## Características
En los sistemas anaerobios de flujo ascendente, y bajo ciertas condiciones, se puede llegar a observar que las bacterias pueden llegar a agregarse de forma natural formando flóculos y gránulos. Estos densos agregados poseen unas buenas cualidades de sedimentación y no son susceptibles al lavado del sistema bajo condiciones prácticas del reactor. La retención de fango activo, ya sea en forma granular o floculenta, hace posible la realización de un buen tratamiento incluso a altas tasas de cargas orgánicas. La turbulencia natural causada por el propio caudal del influente y de la producción de biogás provoca el buen contacto entre agua residual y fango biológico en el sistema UASB. En los sistemas UASB pueden aplicarse mayores cargas orgánicas que en los procesos aerobios. Además,  se requiere un menor volumen de reacción y de espacio, y al mismo tiempo, se produce una gran cantidad de biogás, y por tanto de energía.
El reactor UASB podría reemplazar al sedimentador primario, al digestor anaerobio de fangos, al paso de tratamiento aerobio y al sedimentador secundario de una planta convencional de tratamiento aerobio de aguas residuales.
Sin embargo, el efluente de los reactores UASB normalmente necesita un tratamiento posterior, para lograr degradar la materia orgánica remanente, nutrientes y patógenos. Este postratamiento puede referirse a sistemas convencionales aerobios como lagunas de estabilización, plantas de fangos activos y otros.
El proceso UASB fue inventado a mediados de los 70 en la Universidad de Wageningen (Holanda) por un equipo dirigido por el doctor Gatze Lettinga y se aplicó por primera vez a escala industrial en una industria azucarera alemana. Durante varios años,fue continuamente mejorado para el tratamiento de grandes caudales de aguas residuales, y cargas con importantes fluctuaciones diarias.
Algunos datos y recomendaciones de operación resultado de recomendaciones resultantes de la experiencia que poco a poco fue apareciendo, ayudó a que este tipo de sistemas se use para el tratamiento en diferentes condiciones.
El UASB es un sistema trifásico de alta carga que opera como un sistema de crecimiento en suspensión. La elevada concentración de biomasa en el UASB lo hace más tolerante a la presencia de tóxicos.
Consiste esencialmente en una columna abierta, a través de la cual el líquido residual se pasa a una baja velocidad ascensional. El manto de fangos se compone de gránulos o partículas además del agua residual. El fenómeno de granulación que rige la formación de los gránulos constituye la parte fundamental del proceso. El tratamiento del agua se da cuando se pone en contacto el agua con los gránulos. Los gases producidos bajo condiciones anaerobias provoca la recirculación interna, lo que ayuda en la formación y mantenimiento de las partículas biológicas, sobre las cuales algunas partículas de gas se adhieren. El gas libre y el gas adherido a gránulos se retienen en el colector de gas en la parte alta del reactor. El líquido que ha pasado a través del manto contiene algunos sólidos residuales y gránulos biológicos que pasan a través del sedimentador donde los sólidos se separan del futuro efluente. Los sólidos retornan por tanto al caer a través del sistema de bafle en la parte alta del manto de lodos.
Para lograr una operación correcta del sistema se requiere la formación de biomasa floculenta, y la puesta en marcha suele requerir la inoculación previa del reactor con grandes cantidades de fangos de algún otro sistema de operación.
El proceso UASB se puede aplicar a una amplia variedad de aguas residuales industriales. Al igual que en otros tipos de tratamiento de aguas residuales, en los UASB también son necesarias unas etapas previas de adecuación del influente antes de ingresarlas al reactor, como por ejemplo, eliminación de aceites y grasas, desarenado, corrección de pH... Tras este tipo de pretratamientos, el UASB puede convertir el 70-95% de la materia orgánica biodegradable en una corriente de biogás valorizable. De ahí que sean posibles mayores eficiencias mediante el acople de pre- y/o postratamientos adecuados que aumenten el tiempo medio de residencia celular, la composición y la resistencia frente a tóxicos del fango.
La tecnología de alta carga se basa en el crecimiento del fango granular y en el separador de tres fases (biogás-líquido-sólido), ha tenido un gran éxito comercial con un gran número de instalaciones en el mundo.
La industria alimentaria mundial es un usuario activo de esta tecnología de tratamiento anaerobio. Aunque también se ha implantado en industrias como la cervecera, destilería, plantas de procesado de la patata, la industria del papel y la celulosa, industria textil, química y farmacéutica.

## Proceso de granulación
El fango granular constituye el corazón de la tecnología UASB y EGSB. Un fango granular es un agregado de microorganismos formados durante el tratamiento de agua residual en un medio en el que exista un régimen hidráulico constante de flujo ascendente. En ausencia de algún tipo de soporte, las condiciones del tipo de flujo crean un ambiente selectivo en el que sólo esos organismos capaces de anclarse a los otros sobreviven y proliferan. La configuración de los agregados dentro de la biopelícula densa y compacta es a lo que se denomina gránulo. Debido a su gran tamaño de partícula (generalmente en el rango de 0.5 a 2 mm de diámetro), los gránulos resisten el lavado del sistema de reacción, permitiendo cargas hidráulicas elevadas. Además, las biopelículas son compactas, permitiendo elevadas concentraciones de microorganismos activos y de este modo poder tratar elevadas cargas volumétricas en los reactores UASB. Un gramo de fango granular (peso seco) puede catalizar la conversión de 0.5 a 1 g de DQO al día.
La composición del gránulo está estratificada. En el centro se localizan los agregados de Methanosaeta (principalmente), y otros organismos metanógenos, como Methanothrix y Methanosarcina. En la siguiente capa están localizados organismos productores y consumidores de hidrógeno, en una asociación simbiótica. En la capa superficial se localizan los organismos que realizan las primeras etapas de degradación anaerobia, como los acidógenos y otros organismos consumidores de hidrógeno. Dicha estructura está condicionada por la presión parcial de hidrógeno, en un delicado equilibrio que sólo es posible bajo condiciones determinadas.

### Formación del fango granular
El proceso de formación de fango granular es una de las cuestiones más interesantes y enigmáticas cuando se intenta entender los fundamentos de las tecnologías de fango granular, por lo que alrededor de este tema han surgido numerosas investigaciones. Muchas teorías sobre la granulación confirman que las bacterias metanógenas acetotróficas del género Methanosaeta juegan un papel clave en la granulación.
Según la teoría del spaguetti, propuesta por el doctor W. Wiegant, los filamentos de Methanosaeta se agregan enmarañándose, formando los primeros pellets conocidos como “bolas de spaguetti”. Estos agregados sirven de superficie de anclaje o soporte para otros microorganismos involucrados en el proceso de degradación anaerobia.
Se cree que los agregados de Methanosarcina facilitan la formación de los gránulos. Existe un gran consenso en que la etapa inicial de la granulación es la adhesión bacteriana (un proceso físico-químico), paralela a etapas tempranas de formación de biopelículas, aunque tratar la adhesión bacteriana sólo como un proceso físico-químico limita sus complejos aspectos biológicos. Aunque se ha prestado mucha atención a esta etapa, el lavado de los microorganismos es la etapa más crucial del proceso, ya que facilita el crecimiento de los pellets retenidos (los más pesados). A este respecto, la presencia de partículas inertes que sirven como superficie de adhesión es claramente ventajosa.
La granulación depende en gran medida del crecimiento bacteriano, por lo que optimizando las condiciones de crecimiento se mejorará considerablemente. Se ha comprobado el efecto del pH y la temperatura sobre la tasa de crecimiento de Methanosaeta concilii, el organismo clave en la granulación.

## Aplicaciones
La tecnología para el tratamiento anaerobio a cargas altas constituye una tecnología madura. Al menos 1.200 plantas a escala industrial se han registrado en el mundo para el tratamiento de efluentes industriales (en la actualidad se estima que hay unas 2.500). El abanico de usos de esta tecnología es muy amplio, ya que el tratamiento anaerobio de aguas residuales no se limita únicamente a la degradación en aguas residuales de contaminación orgánica.